# Chromatopterum suffusum
Chromatopterum suffusum är en tvåvingeart som beskrevs av Curtis W. Sabrosky 1951. Chromatopterum suffusum ingår i släktet Chromatopterum och familjen fritflugor. Inga underarter finns listade i Catalogue of Life.